# Antagonista H1
Un antagonista de los receptores H1 o antagonistas H1 son sustancias que funcionan como antagonistas del receptor de la histamina tipo H1, lo cual conlleva a una reducción o eliminación de los efectos mediados por la histamina, que es un mediador químico de los organismos animales, incluyendo los seres humanos, liberada durante reacciones alérgicas. Estos agentes pueden tener efectos terapéuticos por modulación negativa o inhibición del receptor histamínico H1 y son los llamados antihistamínicos. De hecho, actúan como agonistas inversos, es decir, la unión sobre el receptor celular produce efectos opuestos al de la histamina. Otras sustancias tienen efectos antihistaminérgicos sin ser verdaderos antihistamínicos, por no actuar directamente sobre el receptor.